# Nomenclature de l'UICPA
La nomenclature de l'UICPA est un ensemble de systèmes pour nommer les composés chimiques et pour décrire la science de la chimie ou de la biochimie en général. Elle est développée et mise à jour sous les auspices de l'Union internationale de chimie pure et appliquée (UICPA, en anglais IUPAC pour International Union of Pure and Applied Chemistry).

## Historique
Le premier système de nomenclature en chimie apparut à la même époque que la distinction, par Antoine Lavoisier, entre les éléments chimiques et les composés chimiques, à la fin du XVIIIe siècle.
Le chimiste français Louis-Bernard Guyton-Morveau publia ses recommandations en 1782, en espérant que sa « méthode fidèle de dénomination » permettra « d'aider l'intelligence et soulager la mémoire ». Le système fut amélioré en collaboration avec Berthollet, de Fourcroy et Lavoisier, et promu par ce dernier dans un texte qui survivra longtemps après son exécution à la guillotine en 1794. Le projet fut également adopté par Jöns Jacob Berzelius, qui l'adapta au monde germanophone.
Les recommandations de Guyton couvrirent seulement ce qu'on dénomme de nos jours les composés inorganiques. Avec l'expansion massive de la chimie organique au milieu du XIXe siècle, et la compréhension plus importante de la structure des composés organiques, le besoin d'un système de nomenclature plus global se fit sentir, à une période justement où les outils théoriques apparurent. C'est à la suite de la conférence internationale de Genève en 1892 , que les propositions de standardisation furent approuvées.
Une commission fut mise en place en 1913 par le conseil de l'association des sociétés de chimie, mais ce travail fut interrompu par la Première Guerre mondiale. Après la guerre, la tâche fut transmise à l'Union internationale de chimie pure et appliquée (en anglais : International Union of Pure and Applied Chemistry, abrégé IUPAC) , qui nomma pour la première fois en 1921 des commissions pour la nomenclature en chimie organique, inorganique, et en biochimie et ce jusqu'à nos jours.  

## Fonctionnement
L'UICPA définit les méthodes de nomenclature à partir de l'observation de :
- l'apparition de nouvelles classes de composés ;
- l'apparition d'une nomenclature provisoire ;
- l'évolution de la nomenclature de ces nouveaux composés dans la communauté scientifique ;
- les modifications apportées à cette nomenclature lorsque de nouveaux composés font leur apparition.

Ce n'est donc que bien des années après l'apparition d'un nouveau type de composés que l'on peut considérer le bien-fondé d'une nouvelle nomenclature. Lorsqu'il est établi que de nouvelles règles sont nécessaires, celles-ci doivent suivre au mieux les principes de base de la nomenclature existante. L'IUPAC harmonise alors les propositions de nomenclature des uns et des autres (à travers leurs articles scientifiques) et s'assurer que ces propositions n'entrent pas en conflit avec les règles existantes.
Pour ce faire, un groupe de travail formé de personnes membres de l'IUPAC se crée et propose un projet qui doit suivre le plan stratégique de l'IUPAC. Après acceptation, le groupe de travail développe ses recommandations et propose, au fur et à mesure, un ou plusieurs brouillons qui sont mis à la disposition du public ou des membres du groupe. Les remarques formulées sont éventuellement intégrées dans le prochain brouillon.

## Nomenclature en chimie inorganique
L'Union internationale de chimie pure et appliquée (IUPAC) a édité une méthode de nomenclature pour les composés inorganiques. Ces règles sont publiées dans un ensemble d'ouvrages, un ensemble de recueils nommé Nomenclature of Inorganic Chemistry connus sous le nom  « Red Book ».

## Nomenclature en chimie organique

### Nomenclature substitutive
La nomenclature substitutive est la plus importante et la plus utilisée. La méthode repose sur la dénomination du groupe principal, qui est ajouté comme préfixe ou suffixe au nom du squelette carboné. Un des hydrogènes du squelette carboné est simplement remplacé par un groupe fonctionnel d'où le principe de substitution.
S'il existe plusieurs groupes fonctionnels, un groupe devient le groupe principal et est dénoté comme suffixe. La détermination du groupe principal s'effectue à l'aide d'une liste de priorité établie par l'IUPAC. Les autres groupes sont indiqués par des préfixes et sont ajoutés à la chaîne carbonée principale. La sélection de la chaîne carbonée principale se fait selon plusieurs règles strictes qu'il faut suivre l'une après l'autre jusqu'à obtenir une et une seule chaîne.

### Nomenclature radico-fonctionnelle ou des classes fonctionnelles
Nomenclature basée sur des classes fonctionnelles en tant que groupes principaux (pas de suffixes) et le reste de la molécule forme un ou plusieurs radicaux.

### Nomenclature additive
Cette nomenclature utilise le nom d'une molécule parente à laquelle on a ajouté un ou plusieurs atomes. Cette nomenclature est principalement utilisée lors de l'addition d'hydrogène qui est indiquée par l'ajout d'un préfixe hydro.

### Nomenclature soustractive
Cette nomenclature est l'inverse de la nomenclature additive : elle utilise le nom d'une molécule parente à laquelle un ou plusieurs atomes ont été soustraits. Cette nomenclature est principalement utilisée lors de la soustraction d'hydrogène qui est indiquée par l'ajout d'un préfixe déhydro. Le remplacement de tous les groupes méthyles sur un cycle par des atomes d'hydrogène est indiqué par le préfixe « nor » sans italique.
Elle est principalement utilisée dans la nomenclature des produits naturels.

### Nomenclature de remplacement
La nomenclature de remplacement permet de spécifier une chaîne carbonée ainsi que les positions pour lesquelles l'atome de carbone est remplacé par un autre atome, contraire à la nomenclature substitutive (ci-dessus) pour laquelle on indique le remplacement d'un atome d'hydrogène. Selon les règles, ce système de nomenclature est autorisé « s'il permet une simplification significative » du nom systématique. Ce peut être le cas en décrivant des polyéthylène glycols (PEG) bien définis.
Dans l'exemple ci-dessus, la chaîne principale (en rouge) de A en nomenclature substitutive est l'éthanol et tout le reste de la molécule vient en préfixe. En nomenclature de remplacement (B), on peut utiliser tous les atomes jusqu'au cycle aromatique comme chaîne principale. Il s'ensuit une simplification importante du nom systématique lorsque la chaîne PEG s'allonge.

## Règles typographiques
Les règles de nomenclature IUPAC s'accompagnent de règles typographiques dont voici un résumé.
- Majuscules : les noms triviaux en chimie sont des noms communs et ne prennent donc pas de majuscule : halomon, manzamine A. Les noms déposés ou de produits commerciaux prennent la majuscule et la marque de dépôt (® ou ™). Si un nom apparaît en début de phrase ou en début de titre, il doit porter une majuscule (voir section suivante)[6],[7].
- Italique : les locutions étrangères sont en général écrites en italique (ou, bien sûr, en romain dans l'italique) : chlorure de tert-butyle. Cependant, il semble que de nombreux journaux de chimie (en anglais) découragent cette pratique. Sont également écrits en italique :
  - les lettres minuscules dans les fusions de cycle : thiéno[3,2-b]furane ;
  - les lettres o, m et p lorsqu'elles sont mises pour ortho, méta et para ;
  - les symboles d'éléments chimiques lorsqu'ils indiquent un site de substitution : N-benzyl, O-acétyl, etc. ;
  - le symbole H lorsqu'il indique la position d'un atome d'hydrogène : 3H-pyrrole ;
  - les descripteurs structuraux et les stéréodescripteurs : sec, tert, cis, trans, r, c, t, R, S, R*, S*, rel, Z, E, abeo, retro ; mais pas iso, cyclo, homo, nor ni seco.
- Sucres : les stéréodescripteurs D et L sont censés être écrits dans un corps légèrement inférieur à celui du reste du texte – typiquement 2 points de moins : 1-O-acétyl-D-glucose.
- (+) et (−) : le signe moins (−) est un tiret demi-cadratin et non un trait d'union (lequel serait trop étroit par rapport au signe plus). On écrira donc : (−)-tartrate.
- Élision des voyelles : la composition des noms systématiques conduit parfois à des doubles voyelles du type aa ou ao. La règle IUPAC R-0.1.7 est un peu complexe et ce qui suit n'en est qu'un résumé. L'élision du a se produit :
  - s'il est suivi d'une voyelle dans la nomenclature hétérocyclique : tétrazole ;
  - lorsqu'il est suivi de a ou de o, dans un préfixe multiplicatif : pentaoxyde → pentoxyde, tétraol → tétrol ;
  - il n'y a pas d'élision dans le cas de la nomenclature de remplacement : 1,4,7,10-tétraoxaundécane.
- Ponctuation : il n'y a pas d'espace entre les affixes ni derrière les virgules séparant les locants (les positions des groupes) ; il n'y a pas d'espace ni de trait d'union entre le dernier préfixe et le nom de l'alcane dont dérive la molécule : N-nitrosourée,2-bromooctane.
  - Les locants entre crochets utilisés pour les polycycles sont séparés par des points et non par des virgules. Aucun espace ne sépare les crochets du reste du texte : 1,8-diazabicyclo[5.4.0]undéc-7-ène.
  - C'est le contraire pour les locants concernant un hétérocycle (position des hétéroatomes dans le cycle) : [1,3,2]oxazaphosphépane ou 1,3,2-oxazaphosphépane.

### Mise en majuscule
La mise en majuscule de la première lettre ou de la totalité d'un nom systématique répond à quelques règles simples,. Les préfixes tels que sec, tert, ortho, meta, para, α, β, D, L, (+), (–), (R), (S) ou les locants ne sont pas considérés comme faisant partie du nom. C'est donc la première lettre de la partie principale du nom qui doit être mise en majuscule, si nécessaire. Certains préfixes, notamment ceux qui ne sont jamais écrits en italique comme cyclo, iso, neo, ou spiro, sont en revanche considérés comme faisant partie du nom principal.
Exemples :
- le 2-aminoéthanol doit s'écrire en début de phrase « 2-Aminoéthanol » car le nom principal, donc débarrassé des locants est « aminoéthanol » ;
- la N,N-diisopropyléthylamine donne « N,N-Diisopropyléthylamine » pour la même raison. Les locants (N) restent toujours en majuscule et en italique ;
- l'isopropanol donne « Isopropanol » et pas isoPropanol car le préfixe « iso » fait partie du nom principal.

### Ordre alphabétique pour les noms chimiques
Des règles décrites ci-dessus, il ressort qu'on ne se préoccupe pas forcément des préfixes mais plutôt de la partie principale du nom, soit la partie du nom qui prend une majuscule en début de phrase. Ceci implique que l'ordre alphabétique pour les composés chimiques n'est pas basé sur les préfixes mais sur le nom principal. Cette nécessité s'est fait sentir dès que les livres de chimie ont inclus un index. En effet, difficile d'imaginer qu'une seule et même molécule, par exemple le butanol, soit tantôt classé à la lettre B (pour butanol), au chiffre 1 (pour 1-butanol) ou à la lettre N (pour le n-butanol). Les Chemical Abstracts ont eux, dès 1907, développé un autre système dans lequel l'hydrure parent était listé avant les substituants[réf. nécessaire].